# Hegyi áfonyabagoly
A hegyi áfonyabagoly (Hyppa rectilinea)  a rovarok (Insecta) osztályának a lepkék (Lepidoptera) rendjéhez, ezen belül a bagolylepkefélék (Noctuidae) családjához tartozó faj.

## Elterjedése
Elsősorban  Észak-Európában és Közép-Európában fordul elő, valamint Dél-Európában a inkább a hegyekben. Ázsia irányában  Kelet-Szibériáig, a Csendes-óceánig elterjedt. Kedveli az erdő széleket, a mocsarakat, a lápokat fenyéreket és a mocsaras felföldeket.

## Megjelenése
- lepke: szárnyfesztávolsága: 33–41 mm. Az első szárnyak erősen kontrasztosak, míg a középső rész túlnyomórészt sötétbarna színű, a rajzelemek a fehéres-szürkék a szárnyak széle-közepén egy nagy, fehéres "W" alakzattal. A hátsó szárnyak szürkés-barna színűek.
- hernyó:  a lárva színe a barna különböző árnyalataiban változhat, sárgás-barna csíkokkal és elmosódott sötét jelekkel.

## Életmódja
- nemzedék: egy nemzedéke van évente, májustól augusztusig rajzik.
- hernyók tápnövényei: fekete áfonya (Vaccinium myrtillus) és más áfonyafajok (Vaccinium), szeder (Rubus) és a fűz (Salix).

## Fordítás
- Ez a szócikk részben vagy egészben  a   Heidelbeer-Stricheule című német Wikipédia-szócikk fordításán alapul.  Az eredeti cikk szerkesztőit annak laptörténete sorolja fel. Ez a jelzés csupán a megfogalmazás eredetét és a szerzői jogokat jelzi, nem szolgál a cikkben szereplő információk forrásmegjelöléseként.